# Megazone 23
Megazone 23 (яп. メガゾーン23 Мэгадзо:н цу:сури:, букв. «Мегазона 23») — оригинальная японская франшиза в жанре киберпанка, состоящая из четырех частей. Создана компанией AIC, сценарий писали Хироюки Хосияма и Эму Арии, режиссировали фильмы Нобору Исигуро, Итиро Итано, Кэнъити Ятагай и Синдзи Арамаки. Серия дебютировала в 1985 году. История рассказывает о Сёго Яхаги, мотоциклисте-правонарушителе, узнавшем правду о городе после того, как он завладел правительственным прототипом мотоцикла. Выпущенная на VHS, Betamax, Laserdisc и VHD в 1985 году, первая часть имела большой коммерческий успех, продавшись более 216 000 раз в Японии, главным образом в магазинах видеопроката. По цене 7800 иен за носитель первая часть получила примерно 1,7 млрд иен (21,3 млн долларов) от продажи видео в Японии.

## Сюжет

### Часть 1 и 2
Первые две части происходят примерно через 500 лет после того, как человечество покинуло Землю, когда правительство пытается взломать городской гражданский компьютер Бахамут, чтобы с помощью его доброжелательного искусственного интеллекта EVE вынудить жителей города помочь правительству в затянувшейся войне против Дезальга, усовершенствованных людей с Мегазоны.

### Часть 3
События третьей части происходит спустя несколько веков. Хакера Эйдзи Таканаку разыскивает группа мятежников, которая работает против учений таинственного духовного лидера, известного как епископ Вон Дай. Сион, высокопоставленный член повстанческой группы, работающий под эгидой Orange Amusements, нанимает Эйдзи, в то же время исследуя странную программу Project Heaven, которую готовит бюро E=X, элитные служащие Вон Дая.

## Персонажи
| Персонажи                 | Японский дубляж           |
| ------------------------- | ------------------------- |
| Сёго Яхаги                | Масато Кубота Кадзуки Яо  |
| Юи Таканака               | Мария Кавамура            |
| Май Юмэкано               | Маюми Сё                  |
| Томоми Мурасита           | Мина Томинага             |
| EVE                       | Куми Миясато Саки Такаока |
| Зион                      | Коити Ямадэра             |
| B.D.                      | Канэто Сиодзава           |
| Лайтнин                   | Сигэру Тиба               |
| Гатц                      | Кодзо Сиоя                |
| Синди                     | Акари Хибино              |
| Лейтенант Юитиро Сиратори | Сё Хаями                  |
| Эйдзи Таканака            | Такэси Кусао              |
| Епископ Вон Дай           | Кодзи Наката Кадзуки Яо   |
| Якоб Хальм                | Макото Атака              |
| Рё Нарахара               | Хироко Касахара           |
| Бад                       | Нодзому Сасаки            |

### Часть 4: «Megazone 23: Sin»
Вышла в Японии в 2018-м году.

## Медиа

### Аниме
Megazone 23 была задумана как 12-серийный телесериал, который бы транслировался на Fuji TV, но после ухода спонсоров из проекта посреди производства формат сменили на OVA. По словам Нобору Исигуро, конечным результатом стал «сборник фильмов» из уже снятых эпизодов. Megazone 23 не была задумана как история из нескольких частей.
Оригинальные дизайны меха для серии OVA были созданы Синдзи Арамаки, а дизайны персонажей — Тосихиро Хирано и Харухико Микимото, которые создали облик персонажа Евы Токимацури для всех трех частей. В «Части II» дизайнером персонажей был Ясуоми Умэцу, а в «Части III» — Хироюки Китадзумэ.
Первоначально проект собирались назвать «Omega City 23», затем «Vanity City» и «Omega Zone 23», но проблемы с товарными знаками вынудили производителей сменить название. Число «23» первоначально было ссылкой на 23 муниципальных округа Токио. В «Части III» сеттинг изменили, сделав так, будто число относилось к 23-му искусственному городскому кораблю, с Мегазоном 1, названным «Большое Яблоко». Тем не менее название произносится как «Megazone Two Three», на что ссылаются несколько справочников и аниме-журналов, опубликованных во время выхода сериала, записи в японской Википедии и даже внутри самого сериала в «Дне освобождения».
Manga Entertainment выпустила дублированную версию «Части III» в Великобритании.
В рекламе японской краудфандинговой платформы Campfire указывалось, что AIC работают над римейком и новым проектом в серии. Вскоре после этого AIC объявила, что проект будет римейком серии под названием Megazone 23 SIN, а продолжение выйдет под названием Megazone XI. Также над экранизациями будет работать дизайнер персонажей Масахико Комино. В 2019 году на AnimeJapan студия AIC объявила, что ремейк будет снят только по первым двум OVA.
13 и 14 декабря 2021 года «Искусство кино», Japan Foundation при ВГБИЛ и «КАРО.АРТ» осуществили показ первой и второй частей «Мегазоны 23» на японском языке с русскими субтитрами в московском кинотеатре «Октябрь» в рамках программы «Киберпанк. Воспоминание о будущем».

### Игра
Персонаж и транспортные средства из Megazone 23 появляются в Super Robot Wars D для Game Boy Advance. В 2007 году в Японии для PlayStation 3 была выпущена видеоигра по мотивам серии под названием Megazone 23: Aoi Garland.

### Альтернативные версии
В 1986 году Карл Мацек объединил сцены из «Части I» и Super Dimension Cavalry Southern Cross, чтобы создать Robotech The Movie. Для него персонажа Сёго переименовали в Марка Лэндри и анимировали свой, уникальный финал.
Японское «Международное издание» «Части II» имеет англоязычный дубляж, который организовал Карл Мацек. В ней Сёго переименовали в Джонни Уинтерса, а Юи — в Сью (причём имя на её шлеме не перерисовали, создав несоответствие). В международное издание также включили закадровый комментарий к сцене из финала Robotech: The Movie, добавленную во второй фильм в качестве пролога.

## Примечание
1. ↑  ADV Announces December 11 Releases. Anime News Network (25 октября 2007). Дата обращения: 24 сентября 2018. Архивировано 25 сентября 2018 года.
2. ↑  ADV Films Announces Street Date for Megazone 23 Part 1 And Other Releases. Anime News Network (14 апреля 2004). Дата обращения: 24 сентября 2018. Архивировано 25 сентября 2018 года.
3. ↑  Anime-int.com Архивировано 30 июня 2013 года.
4. ↑  {{{заглавие}}} (Ja) = ja:緊急特報!!あの「マクロス」のスタッフがオリジナルビデオアニメに挑戦「オメガゾーン23」 // My Anime. — Токио, Япония: Akita Shoten, 1984. — Октябрь. — С. 117.
5. ↑  Megazone 23 (1985) VHD back cover. Дата обращения: 22 ноября 2018. Архивировано 23 ноября 2018 года.
6. ↑  Megazone 23 - Production History. The Memory Matrix. Дата обращения: 15 августа 2018. Архивировано 16 августа 2018 года.
7. ↑  AIC Ad: New Megazone 23, Pretty Sammy Projects in the Works. Anime News Network (21 февраля 2017). Дата обращения: 31 мая 2017. Архивировано 15 мая 2017 года.
8. ↑  Woodhead, Robert J. Megazone 23 Omega Edition. AnimEigo. Kickstarter (18 августа 2019). Дата обращения: 18 августа 2019. Архивировано 18 августа 2019 года.
9. ↑  メガゾーン23 Blu-ray Archive BOX -30th ANNIVERSARY EDITION-. Дата обращения: 8 мая 2018.
10. ↑  Antonio Pineda, Raphael. Megazone 23 Reboot Project Only Remakes Part I and II. AnimeNewsNetwork (24 марта 2019). Дата обращения: 31 марта 2019. Архивировано 31 марта 2019 года.
11. ↑  Streamline Pictures – Part 4 -. cartoonresearch.com. Дата обращения: 8 мая 2018. Архивировано 18 мая 2015 года.
12. ↑  Megazone 23 (OVA) - CrystalAcids.com. www.crystalacids.com. Дата обращения: 8 мая 2018. Архивировано 9 ноября 2019 года.
13. ↑  «Киберпанк. Воспоминание о будущем». Москва. Дата обращения: 10 ноября 2021. Архивировано 10 ноября 2021 года.
14. ↑  «Киберпанк. Воспоминание о будущем» (Москва). Дата обращения: 10 ноября 2021. Архивировано 10 ноября 2021 года.
15. ↑  КАРО.Арт: Мегазона 23. Часть 1 \ Megazone 23 \ メガゾーン23. Дата обращения: 10 ноября 2021. Архивировано 10 ноября 2021 года.
16. ↑  КАРО.Арт: Мегазона 23. Часть 2 \ Megazone 23 \ メガゾーン23. Дата обращения: 10 ноября 2021. Архивировано 10 ноября 2021 года.
17. ↑  YouTube - Super Robot Taisen D - Megazone 23 Final Fight. YouTube. Дата обращения: 27 ноября 2019. Архивировано 13 ноября 2019 года.
18. ↑  Macek Training. Anime News Network. Дата обращения: 25 января 2010. Архивировано 18 января 2010 года.
19. ↑  Anime Bargain Bin Reviews- Robotech the Movie. Anime Bargain Bin Reviews. Дата обращения: 20 марта 2010. Архивировано 27 апреля 2009 года.
20. ↑  Megazone 23 Trilogy - Buried Treasure info. Anime News Network. Дата обращения: 20 марта 2010. Архивировано 13 марта 2010 года.
21. ↑  YouTube - UPDATED! Megazone 23 Part 2 Laserdisc opening pt 1 of 2. YouTube. Дата обращения: 20 марта 2010. Архивировано 22 ноября 2015 года.